# Liste des intercommunalités de la Vienne

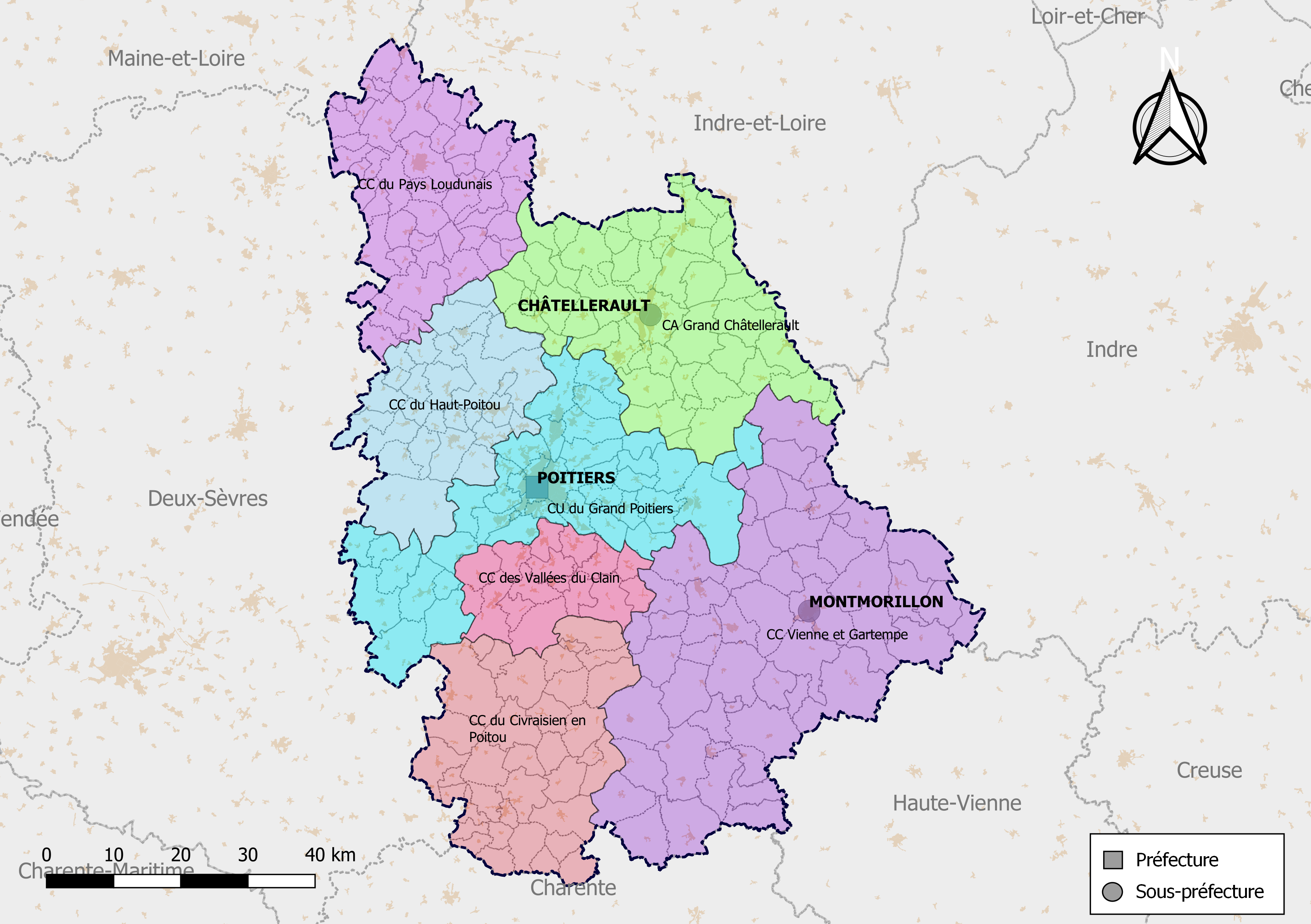
Carte des EPCI à fiscalité propre de la Vienne au 1er janvier 2019.

Au 1er janvier 2020, le département de la Vienne compte 7 établissements publics de coopération intercommunale à fiscalité propre dont le siège est dans le département à savoir une communauté urbaine, une communauté d'agglomération et cinq communautés de communes regroupant les 265 communes du département.

## Intercommunalités à fiscalité propre
| Forme juridique            | Nom                        | no SIREN  | Date de création | Nombre de communes | Population (der. pop. légale) | Superficie (km2) | Densité (hab./km2) | Siège                 | Président             |
| -------------------------- | -------------------------- | --------- | ---------------- | ------------------ | ----------------------------- | ---------------- | ------------------ | --------------------- | --------------------- |
| Communauté urbaine         | Grand Poitiers             | 200069854 | 1er janvier 2017 | 40                 | 196 530 (2021)                | 1 064,70         | 185                | Poitiers              | Florence Jardin       |
| Communauté d'agglomération | CA Grand Châtellerault     | 248600413 | 1er janvier 2017 | 47                 | 83 179 (2021)                 | 1 133,90         | 73                 | Châtellerault         | Jean-Pierre Abelin    |
| Communauté de communes     | CC du Haut-Poitou          | 200069763 | 1er janvier 2017 | 27                 | 41 814 (2021)                 | 693,60           | 60                 | Neuville-de-Poitou    | Benoît Prinçay        |
| Communauté de communes     | CC Vienne et Gartempe      | 200070043 | 1er janvier 2017 | 55                 | 38 830 (2021)                 | 1 988,30         | 20                 | Montmorillon          | Michel Jarrassier     |
| Communauté de communes     | CC du Civraisien en Poitou | 200070035 | 1er janvier 2017 | 35                 | 26 926 (2021)                 | 887,80           | 30                 | Civray                | Jean-Olivier Geoffroy |
| Communauté de communes     | CC des Vallées du Clain    | 200043628 | 1er janvier 2014 | 16                 | 27 069 (2021)                 | 373,30           | 73                 | La Villedieu-du-Clain | Gilbert Beaujaneau    |
| Communauté de communes     | CC du Pays loudunais       | 248600447 | 20 août 2001     | 45                 | 24 290 (2021)                 | 849,0            | 29                 | Loudun                | Joël Dazas            |

## Pays
(14 juin 2017).
La quasi-totalité du département de la Vienne est couvert par des structures de Pays. La communauté de communes de Mâble et Vienne et celle de Vienne et Creuse ne font pas partie de Pays. Dans le contexte actuel sur l'intercommunalité qui vise notamment à renforcer le rôle des communautés de communes et à les regrouper, des questions restent en suspens concernant l'avenir des Pays :
- Les Pays vont-ils perdre de leur substance ?
- Les communautés de communes et les communautés d'agglomération ne vont-elles pas se substituer aux Pays ?

1. Pays Loudunais.
2. Pays Haut Poitou et Clain.
3. Pays des Six Vallées.
4. Pays Civraisien.
5. Pays des Vals de Gartempe.
6. Pays Vienne et Moulière.
7. Pays Chauvinois
8. Pays Montmorillonnais.

## Anciennescommunautés de communes
1. Communauté de communes Mâble et Vienne, supprimée le 31 décembre 2012
2. Communauté de communes Vienne et Creuse, supprimée le 31 décembre 2012
3. Communauté de communes Vonne et Clain, supprimée le 31 décembre 2013
4. Communauté de communes de la Région de La Villedieu-du-Clain supprimée le 31 décembre 2013
5. Communauté de communes du Civraisien supprimée le 31 décembre 2013
6. Communauté de communes du Pays Charlois supprimée le 31 décembre 2013
7. Communauté de communes du Val Vert du Clain supprimée le 31 décembre 2016
8. Communauté de communes du Pays Chauvinois supprimée le 31 décembre 2016
9. Communauté de communes du Pays Mélusin supprimée le 31 décembre 2016
10. Communauté de communes de Vienne et Moulière supprimée le 31 décembre 2016
11. Communauté de communes du Montmorillonnais supprimée le 31 décembre 2016
12. Communauté de communes du Lencloîtrais supprimée le 31 décembre 2016
13. Communauté de communes du Lussacois supprimée le 31 décembre 2016
14. Communauté de communes des Vals de Gartempe et Creuse supprimée le 31 décembre 2016
15. Communauté de communes des Portes du Poitou supprimée le 31 décembre 2016
16. Communauté de communes de la Région de Couhé supprimée le 31 décembre 2016
17. Communauté de communes du Pays Gencéen supprimée le 31 décembre 2016
18. Communauté de communes des pays civraisien et charlois supprimée le 31 décembre 2016
19. Communauté de communes du Pays Vouglaisien supprimée le 31 décembre 2016
20. Communauté de communes du Neuvillois supprimée le 31 décembre 2016
21. Communauté de communes du Mirebalais supprimée le 31 décembre 2016

Le nombre de communes par communauté est assez élevé pour notamment la communauté de communes du Pays Loudunais et pour la communauté de communes du Montmorillonais. Au regard des chiffres nationaux, en 2008, une communauté de communes regroupe en moyenne 13 communes et 20 000 habitants. Seules la communauté de communes du Pays Loudunais et la communauté de communes du Montmorillonais excédent ce seuil. À l'inverse, 10 communautés de communes sur les 20 comptent moins de 10 000 habitants. C'est le cas, en particulier, des 4 communautés de communes du Civraisien et des 5 situées sur la périphérie nord des communautés d'agglomération de Poitiers et de Châtellerault. Des fusions de communauté de communes sont donc à envisager dans les années à venir (Étude de KPMG pour le Conseil Général de la Vienne : FuturS en Vienne – diagnostic – novembre 2009).
Au 1er janvier 2014, une nouvelle communauté de communes est créée afin de regrouper celle de Vonne et Clain et celle de la Région de la Villedieu du Clain, soit un ensemble de 16 communes. Il s'agit de la Communauté de Communes Vallées du Clain.
Au 1er janvier 2014, une nouvelle communauté de communes est créée afin de regrouper celle du Pays Charlois et celle du Civraisien, soit un ensemble de 21 communes. Il s'agit de la Communauté de Communes des Pays Civraisien et Charlois.
Au 1er janvier 2016, quinze communautés de communes sont supprimées, afin de les regrouper ou de rejoindre des communautés déjà existantes.